# ІКТ (тягач)
ІКТ (від Інженерний Колісний Тягач) — тягач на базі МАЗ-538, який в 1950-ті роки був розроблений і побудований для потреб радянських збройних сил на Мінському автомобільному заводі. Цій базі передував прототип МАЗ-528. Пізніше на Курганському заводі ІКТ випускався на базі КЗКТ-528. За десятиліття були зроблені різні модифікації, деякі з яких все ще використовуються сьогодні. Виробництво було припинено на початку 1990-х років.

## Опис
Інженерний колісний тягач є спеціалізованою базою, призначеною для використання під різні види навісного обладнання з пасивними (ПКТ-2, БКТ-РК2) і активними (ТМК-2) робочими органами.
Показник — ХарактеристикаТип шасі Колісний: Загальна маса, т 18
Габаритні розміри, мм — ::: довжина 6980
ширина 3120
висота 3180
Швидкість, км / год 45
Номінальне тягове зусилля, Н 120000
Витрата палива на 100 км, л 105
Ємність паливних баків, л 840

### Особливості будови
- відсутність зчеплення;
- установка на колінчастому валу (на двох перших щоках) антівібратора маятникового типу для зменшення кута закручування колінчастого вала і зниження напруги від крутильних коливань;
- застосування в трансмісії демпферного з'єднання, яке забезпечує запобігання пошкодження редуктора гідромеханічної коробки передач і карданного валу приводу гідротрансформатора від навантажень, що викликаються крутильними коливаннями від нерівномірності обертання колінчастого вала двигуна;
- застосування гідротрансформатора з коефіцієнтом трансформації 3,4 спільно з планетарною коробкою передач, що дозволяє автоматично, безступінчато змінювати крутний момент двигуна в певних межах залежно від дорожніх умов, що змінюються, і навантаження на робочому органі;
- наявність в задньому мосту блокування міжколісного диференціала і в передньому — диференціала підвищеного тертя;
- наявність гідроприводу, що дозволяє використовувати його при навішуванні робочого обладнання;
- застосування клепаної рами і важеля балансирної підвіски переднього моста.

Зазначені технічні рішення дозволили підвищити моторесурс двигуна і тягові показники тягача. Силова установка ІКТ по конструкції основних елементів аналогічна силовій установці виробів на базі артилерійських важких тягачів (АТ-Т). Відмінності в основному пов'язані з особливостями компонування окремих агрегатів систем обслуговування дизельного двигуна.
Дизель Д12А-375А — чотиритактний, дванадцятициліндровий з V — подібним (під кутом 60 °) розташуванням циліндрів і безпосереднім уприскуванням палива. Дизель пристосований до установки на колісні базові вироби, великовантажні автомобілі та колісні тягачі. Наприклад, модифікація цього дизеля Д12А-525 встановлюється на чотиривісних тягачах МАЗ-537. Двигун встановлений в підкапотному просторі і кріпиться до рами тягача на трьох опорах.